# Безвесільний Василь Володимирович
Василь Володимирович Безвесільний (10 грудня 1901, Харківська губернія — 2 липня 1987, Київ) — радянський військовий залізничник, командир 15-ї залізничної бригади, генерал-майор, Герой Соціалістичної Праці (1944). 

## Біографія
Народився 10 грудня 1901 року в селі Другі Заводи Вовчанського повіту Харківської губернії. Два роки провчився в сільському училищі, яке закінчив у 1914 році. З 1914 по 1919 рік навчався в Вовчанській педагогічній школі.  Працював учителем сільської школи. 
У 1921 році був призваний до Червоної Армії . Служив у політвідділі 3-ї стрілецької дивізії в Сімферополі. У 1924 році закінчив Центральну військово-політичну школу спецчастин РККА в Харкові.
Обирався делегатом 10-го з'їзду РКП (б). 
Продовжив службу в залізничних військах. Почав з посади політрука роти в 22-му окремому залізничному батальйоні Туркестанського фронту, потім в Ашгабаті. У 1925 році після спеціального навчання був направлений в Москву. У 1933 році закінчив Військово-транспортну академію. Служив командиром батальйону в Забайкальському військовому окрузі. Учасник подій на Халхін-Голі. З 1941 року — начальник штабу бригади. 
У роки війни підполковник Безвесільний підривав міст через річку Німан під Каунасом; ставши полковником, забезпечував технічне прикриття ділянки Урбах — Астрахань. Його організація оборони переправи дозволила, незважаючи на бомбардування, перевезти в обох напрямках близько 53 000 вагонів. У період Сталінградської битви бригада забезпечувала рух поїздів і доставку військових вантажів і живої сили. Бригадою було відновлено 2 500 кілометрів шляху, 290 мостів, 11 000 км ліній зв'язку, знешкоджено понад 9000 хв і фугасів. 
Указом Президії Верховної Ради СРСР від 5 листопада 1943 року «за особливі заслуги в забезпеченні перевезень для фронту і народного господарства і видатні досягнення у відновленні залізничного господарства у важких умовах воєнного часу» полковнику В.  В.  Безвесільному присвоєно звання Героя Соціалістичної Праці з врученням ордена Леніна і Золотої медалі «Серп і Молот». 
3 червня 1944 року Постановою Ради Народних Комісарів Союзу РСР № 671 Безвесільному присвоєно військове звання генерал-майор технічних військ. 
У 1944 році і до кінця війни генерал-майор Безвесільний був призначений начальником залізничних військ Волховського фронту. У 1957 році став начальником штабу 2-го корпусу залізничних військ. У 1961 році генерал-майор Безвесільний був звільнений в запас з правом носіння військової форми. 
Проживав в Києві. Брав активну участь у громадському житті. Підготував рукопис про своє життя і діяльності в мирний час і в роки Великої Вітчизняної війни. З 1985 року — персональний пенсіонер союзного значення. Помер в 1987 році.  Похований в місті Київ на Байковому кладовищі.

## Нагороди та звання
- Золота медаль «Серп і Молот» Героя Соціалістичної Праці № 166 (05.11.1943[5])
- три ордени Леніна (13.09.1943[6], 05.11.1943[5], 30.04.1947[7])
- п'ять орденів Червоного Прапора (17.03.1943[8], 03.11.1944[7], 29.07.1945[2], 13.06.1952[7], 07.03.1957[2] [9])
- орден Вітчизняної війни I ступеня (11.03.1985[10])
- орден «Знак Пошани» (28.10.1967[11])
- орден Червоної Зірки[2]

- медалі в тому числі: 
  - «XX років Робітничо-Селянської Червоної Армії»[3] (1938)
  - «За оборону Москви» (29.12.1944[12])
  - «За оборону Сталінграда»
  - «За Перемогу над Німеччиною у Великій Вітчизняній війні 1941-1945 рр.» (18.06.1945[13])
  - «Ветеран Збройних Сил СРСР» (1976)

почесне звання
три знака «Почесний залізничник».

## пам'ять
Наказом Міністра Оборони СРСР від 20 квітня 1985 зарахований почесним солдатом до військової частини залізничних військ в Волгограді. 